# Conus
Conus är ett släkte av havslevande snäckor som ingår i familjen kägelsnäckor (Conidae).
Släktet är mycket artrikt med hundratals arter. Vissa auktorer har gjort en uppdelning i flera släkten. Typarten är Conus marmoreus.
I klassisk systematik placeras alla Conidae i släktet Conus. En undersökning presenterad i Journal of Molluscan Studies år 2015 av Puillandre, Duda, Meyer, Olivera och Bouchet föreslog en uppdelning i fyra släkten Conus, Conasprella, Profundiconus och Californiconus. Av de då 803 erkända arterna i WoRMS, placeras i denna 85% i släktet Conus, cirka 682 arter.

## Dottertaxa tillConusi urval
Se Kategori:Conus

## Bildgalleri

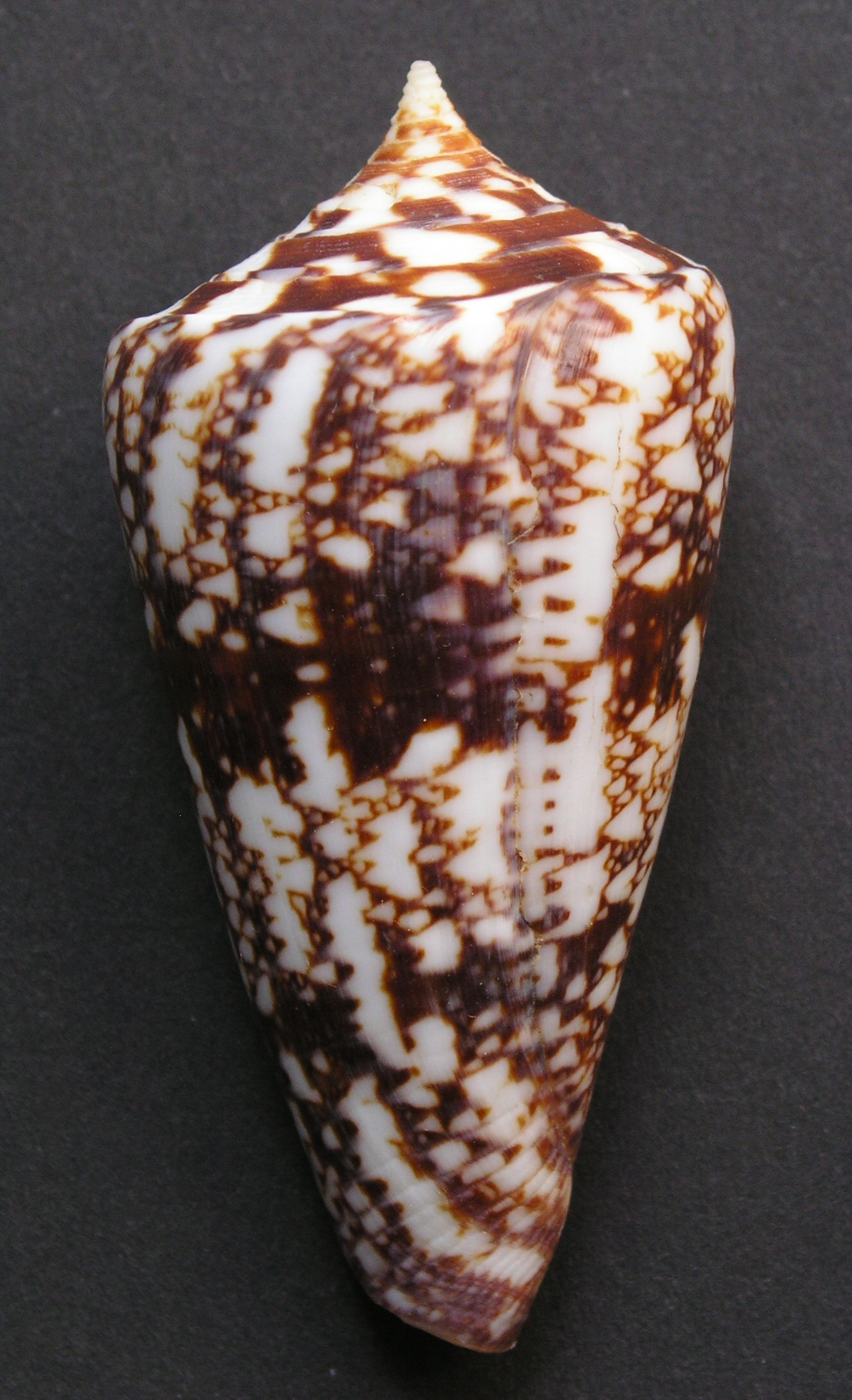
Conus amadis
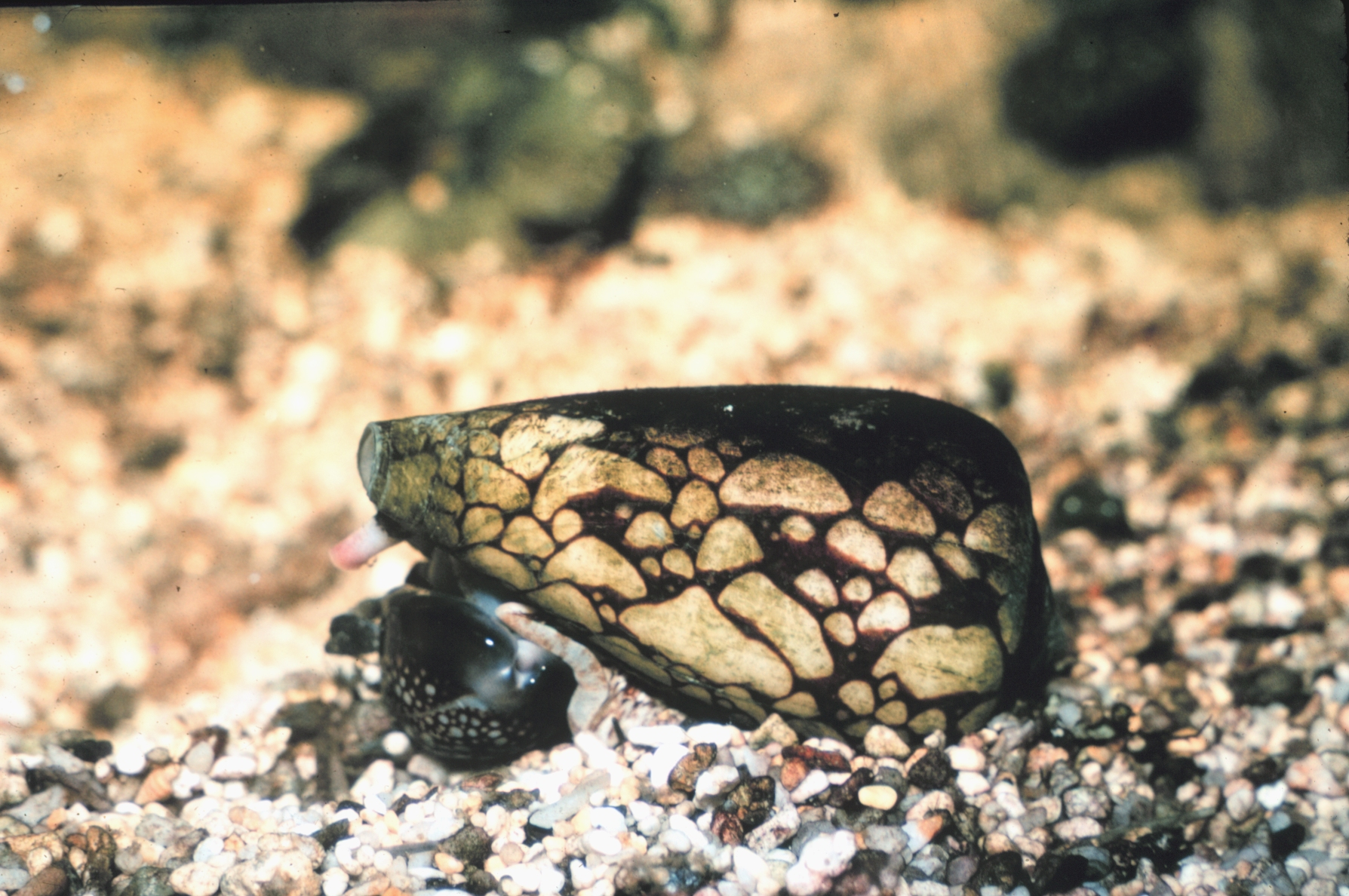
Conus marmoreus, som attackerar en mindre snäcka.
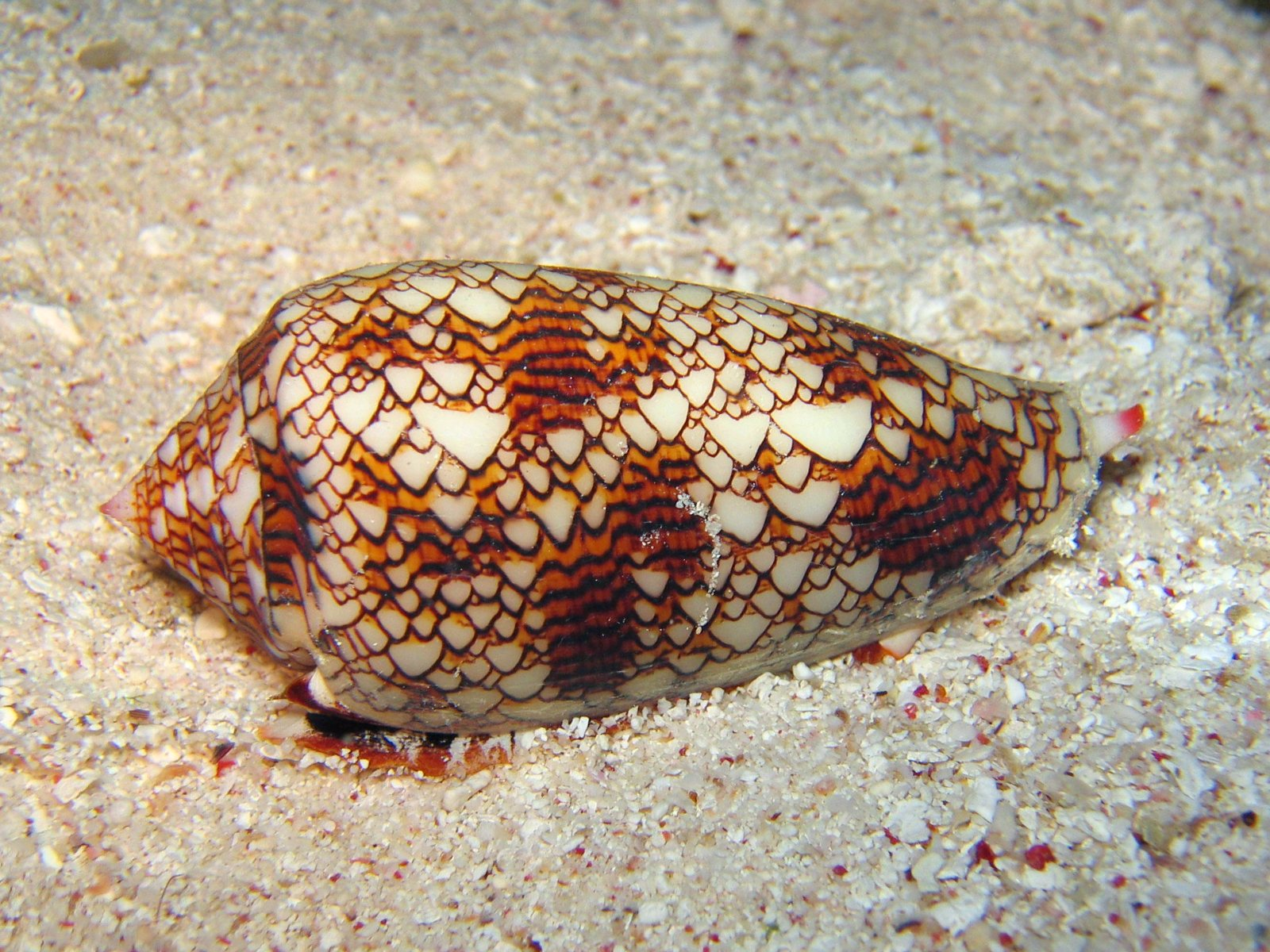
Conus textile
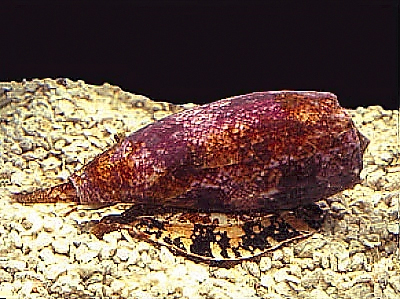
Conus geographus
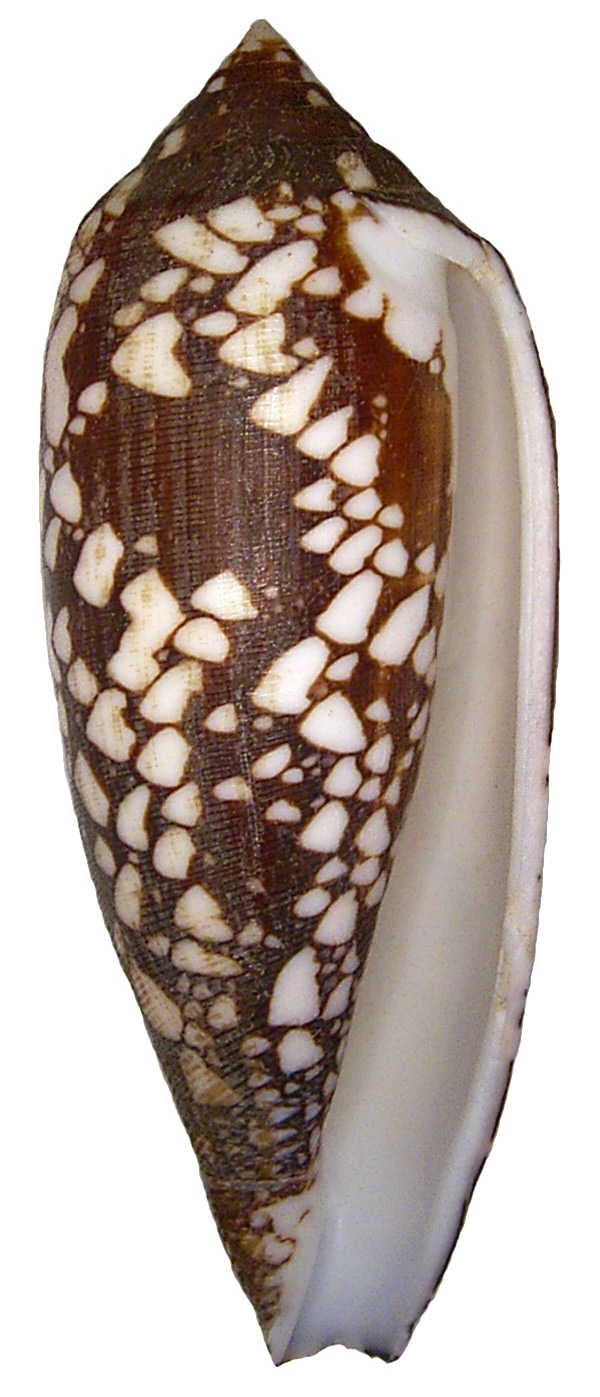
Conus aulicus
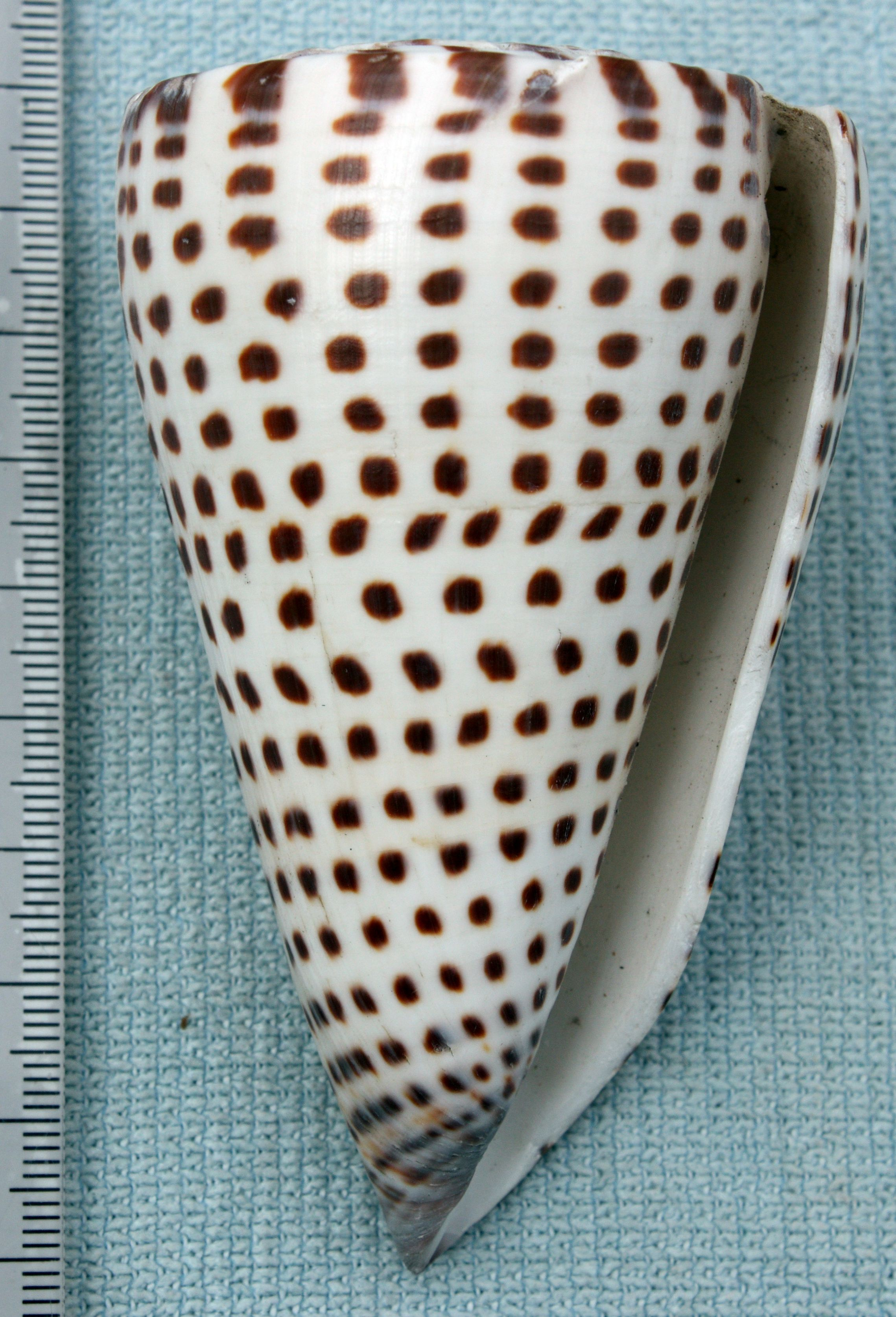
Conus litteratus